# Hevesi Endre
Hevesi Endre (Budapest, 1903. április 30. – 1984. október 18.) magyar újságíró, a Népszabadság tudomány-technika rovatának létrehozója. A tudományos újságíróknak 1988 óta odaítélt Hevesi Endre-díj névadója.

## Élete
Apja, Hevesi Miksa (1872–1937) nyomdász volt, napilapok tördelője, így gyerekkorától ismerős volt számára a sajtó. Anyja Friedman Róza (1876–1959) volt. Még diákként kezdte az újságírást az iskolai lapnál, 1919-ben színházi matinékat is rendezett, majd a Ludas Matyi elődjének, az Ojságnak írt cikkeket, és az eszperantó Literatura Mondo segédszerkesztője is volt. Már fiatalon a Színházi Élet című lapnál dolgozott, a mozi rovatot vezette, ott ismerte meg későbbi feleségét, a szintén újságíró Kalmár Magdát is. 1947-ben az Új Magyarország című hetilap főmunkatársa Magyar újságban ő írt elsőként a penicillinről. A második világháború előtt kizárták a sajtókamarából, a Magyar Nemzetnek és Esti Kurirnak írt cikkekből élt. A háborút követően nyelvtudásának köszönhetően 1947-től 1951-ig a Külügyminisztérium hatnyelvű bulletinjének szerkesztője volt, majd a koncepciós perek idején ismét kizárták az akkor már Magyar Újságírók Országos Szövetségének nevezett sajtókamarából. 1951–1956 között az Egyesült Izzó idegennyelvi levelezője volt. Bár nem volt tudományos végzettsége, ebben az időben nagy érdeklődéssel fordult a természettudományok felé. 1956 végén került a Népszabadsághoz, ahol ő volt alapítója a Tudomány és technika rovatának 1957-ben – ilyen tematikájú hírek korábban is voltak, de a keddenként jelentkező rovat az ő kezdeményezésére jött létre.
1966-ban ment nyugdíjba, de élete hátralévő részében is folyamatosan írt különböző szaklapokba (Vasút, Városi Közlekedés) és ismeretterjesztő lapokba (Interpress Magazin, Új Tükör, Mai Magazin, Alfa.)
Tagja volt a Belügyminisztérium III/II. Csoportfőnökségének mint hálózati személy. Beszervezéséről, jelentéseiről nincs információ.
Halála után három évvel, 1987-ben az ő emléke megőrzésére alapította felesége félmillió forintos tőkével a Hevesi Endre-díjat, amit tudományos újságírók elismerésére ad át évente az Magyar Újságírók Országos Szövetsége.
Első felesége Erdős Ágnes volt, Erdős Ábrahám és Weitzner Anna lánya, akit 1934. május 11-én Budapesten vett nőül. 1946-ban elváltak.
A Farkasréti temetőben nyugszik.

## Díjai, elismerései
- Aranytoll (1981)[12]